# Jan Nowopacký
Jan Nowopacký, křtěný Jan Křtitel známý také jako Jan Novopacký (15. listopadu 1821 Nechanice – 3. července 1908 Slavětín u Loun) byl český malíř, zejména krajinář.

## Život
Jan Nowopacký se narodil v chudé rodině napoleonského vojáka, tkalce a lidového malíře. V mládí hrál dobře na housle a flétnu a proto jej jeho rodiče chtěli poslat na učitelská studia, nakonec zvítězilo malování a na přímluvu hraběnky Harrachové nastoupil mladý Jan v sedmnácti letech do učení k vídeňskému portrétnímu malíři Schrotzbergovi. V roce 1839 se poprvé neúspěšně pokusil dostat na vídeňskou akademii, ale pro neznalost němčiny byl odmítnut. Vrátil se do Nechanic a postupně si vzdělání doplnil. V roce 1842 odjel znovu do Vídně a na akademii byl přijat. Studoval krajinomalbu u Thomase Endera, historickou elementární kresbu u Karla Gsellhofera a malbu u Josefa Mössmera.
V době studií obdržel řadu prvních cen a roku 1848 I. dvorní cenu za obraz Zpustlý hřbitov, přijatý do dvorní galerie ve Vídni.
Se školou podnikl první cesty do Alp, Tyrolska a Štýrska a spřátelil se s krajinářem J. Zeleným (Selleným). V roce 1848 ze zúčastnil revolučních bojů ve Vídni a po porážce revoluce se z obav před následky přestěhoval do Prahy. Zde se seznámil s významnými českými malíři té doby v čele s Josefem Mánesem.
Po smrti svého otce se dostal do těžké hmotné situace, kterou vyřešil vstupem do panských služeb – v roce 1849 přijal místo učitele kreslení v rodině Paarů v Bechyni a od roku 1851 u hrabat Hoyosů v Dolním Rakousku. Tato zaměstnání jej hmotně zabezpečila a umožnila cestovat zejména po střední Itálii a Kampánii.
Po návratu do Vídně se v roce 1861 začal opět živit jako učitel malování v rodinách vysoké šlechty, vyučoval také děti císařské rodiny a od roku 1869 byl učitelem malování korunního prince Rudolfa. Tyto známosti u císařského dvora mu vynesly povýšení do rytířského stavu a jmenování kustodem – správcem císařské obrazárny ve Vídni v roce 1880. Kustodem byl až do svého penzionování roku 1895.
Skutečnost, že takřka celý svůj život strávil v cizině způsobila, že je považován za rakouského malíře. V Čechách byl objeven až na sklonku svého života a první své souhrnné výstavy v Čechách se dočkal až v roce 1902.
Od svého penzionování v roce 1895 žil na penzi v Čechách u své neteře Antonie Kučerové, dcery bratra Václava, nejdříve v Ústí nad Orlicí a později ve Slavětíně u Loun, kde také v roce 1908 zemřel. Pohřben je na tamějším hřbitově.

## Dílo
Nowopacký se věnoval převážně kolorované kresbě a akvarelu. Jako dvorský umělec tvořil elegantní a empírově věcné, poněkud zjemnělé kresby, ale neubránil se jistému formalismu.
Pro jeho malbu byl významný pobyt v Itálii a zářivé jižní slunce. Od svých vrstevníků se liší jasnými a plnými tóny barev. Zařadil se do okruhu takzvané vídeňské krajinomalby šedesátých let devatenáctého století, která prvky romantické krajiny jako antické ruiny a osamělé kaple spojuje s realistickým detailem.
Vytvořil řadu kreseb pro oblíbená topografická alba, např. sérii akvarelů pro album jižní dráhy (1857). Kromě horských krajin v Albánii a Alpách maloval také na Terrasině, Capri a Tivoli. Portrétoval ženy z Frascatti a Olevana nebo poutníky z Orbita a Gaëty a pastýře z Campagně. V Římě portrétoval Führicha, Overbecka a Payna pro album Paynovy manželky.
Mimo jiné namaloval i několik obrazů s tematikou Třebíče, v roce 1862 byl pozván do Třebíče B. Müllerem.

### Galerie

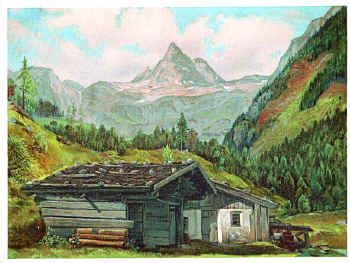
Jan Nowopacký: Kovárna u Lofru – chromolitografie z roku 1845
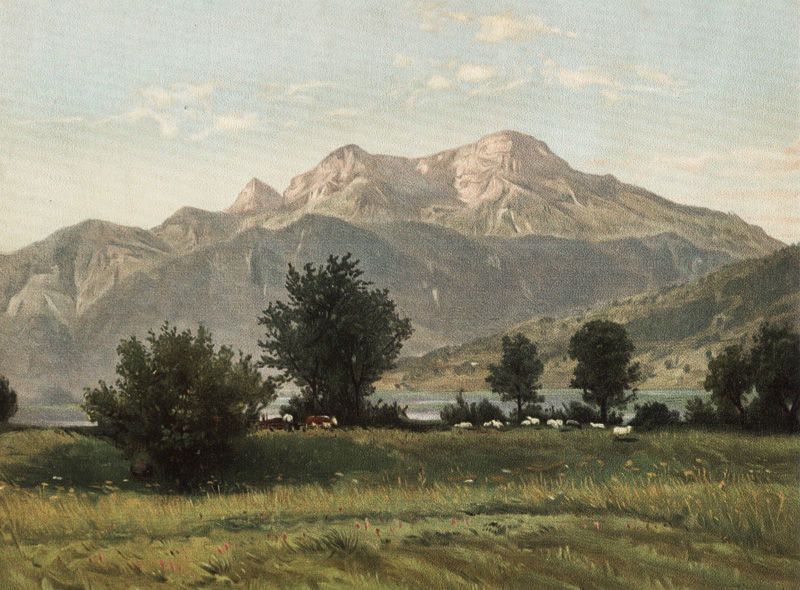
Jan Nowopacký: Ovčí hora – chromolitografie
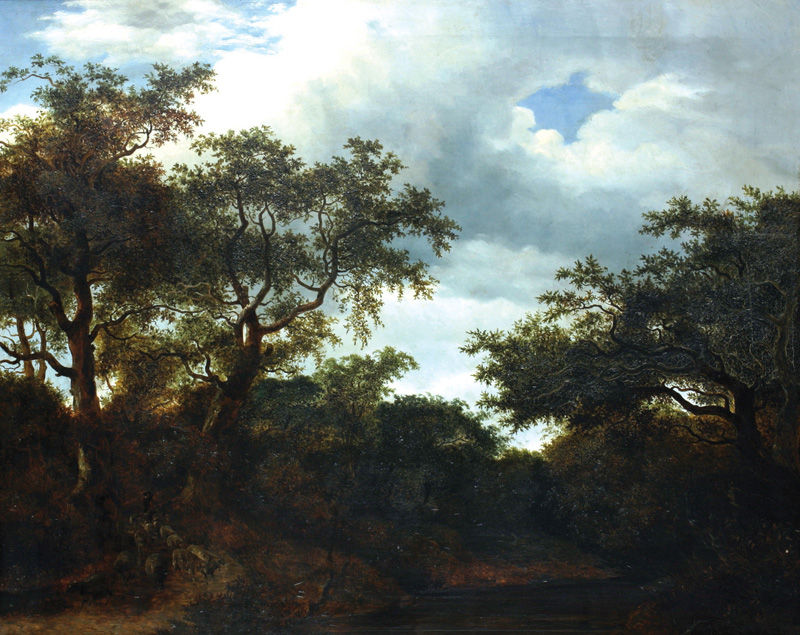
Jan Nowopacký: Romantická krajina s řekou a pasáčkem[p 1]
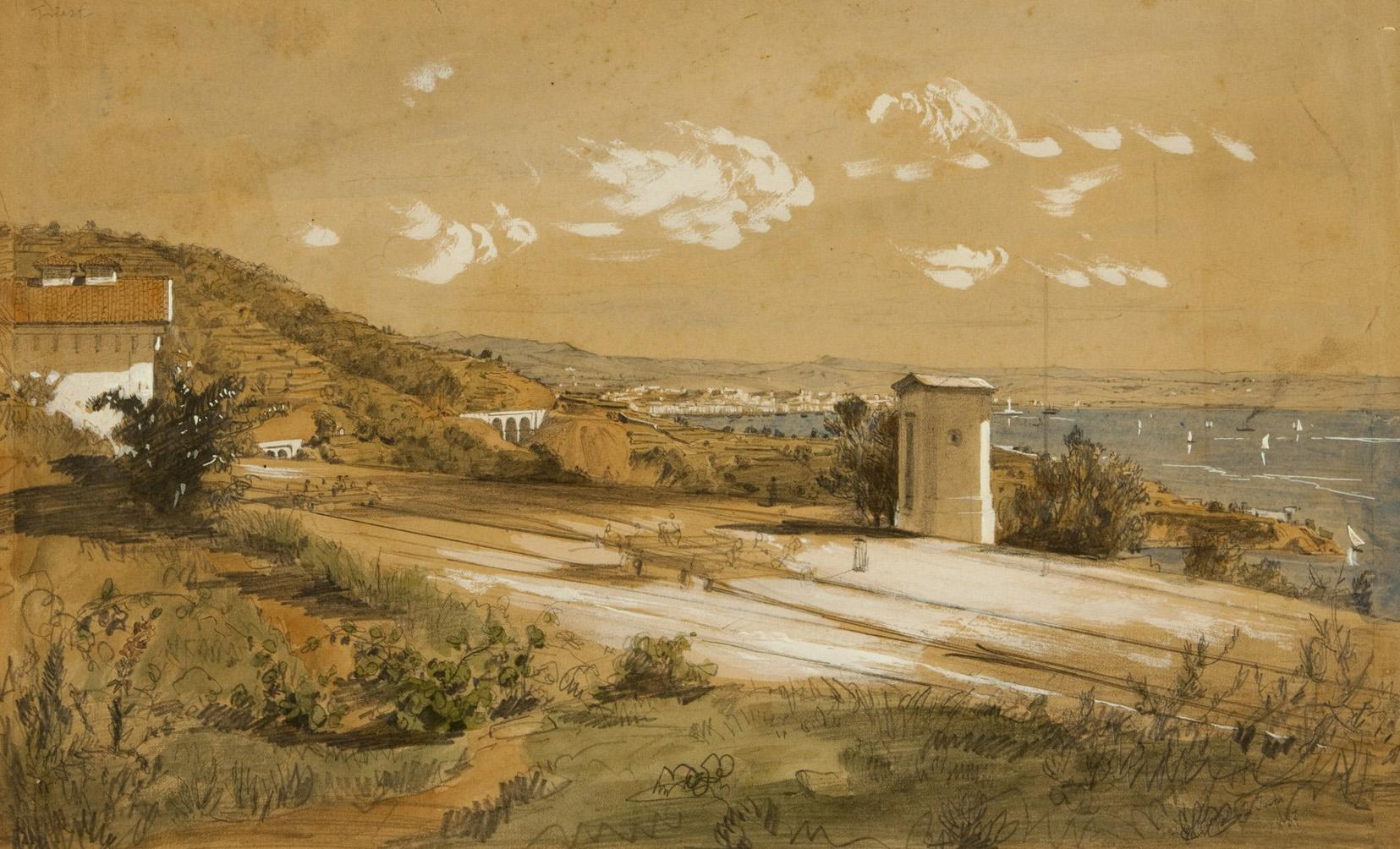
Jan Novopacký, Pohled na Terst (kolorovaná kresba), 1887

### Zastoupení ve sbírkách
- Národní galerie v Praze
- Galerie hlavního města Prahy
- Krajská galerie výtvarného umění ve Zlíně
- Moravská galerie v Brně
- Památník národního písemnictví, Praha

### Výstavy
- 1902 Jan Novopacký, JUV v Praze, ateliér Nowopackého ve Slavětíně
- 1904 Jan Novopacký, Slaný
- 1908 Jan Novopacký, pozůstalost, Krasoumná jednota v Praze
- 1909 Jan Novopacký, pozůstalost, Krasoumná jednota v Praze
- 1912 Jan Novopacký, Rudolfinum, Praha